# Jakob Schmid (Pedell)

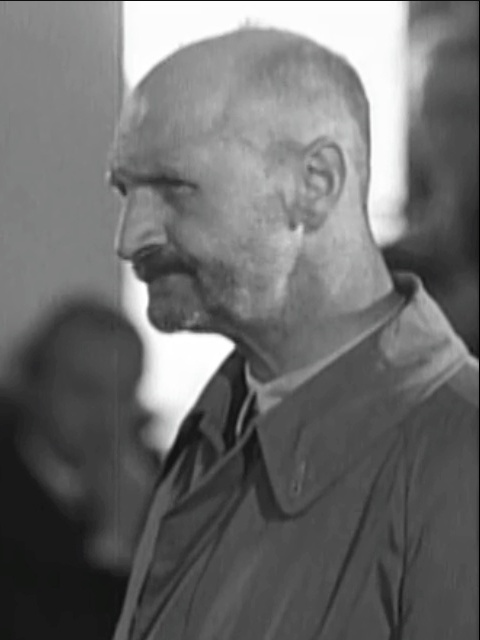
Jakob Schmid (Juni 1946)

Jakob Schmid (* 25. Juli 1886 in Traunstein; † 16. August 1964) war ein deutscher Pedell, Hausschlosser und Hörsaaldiener der Ludwig-Maximilians-Universität München (LMU). Am 18. Februar 1943 stellte er die Geschwister Hans und Sophie Scholl, Mitglieder der Widerstandsgruppe Weiße Rose, als diese in der Universität Flugblätter gegen das NS-Regime auslegten.

## Schmid und die Geschwister Scholl

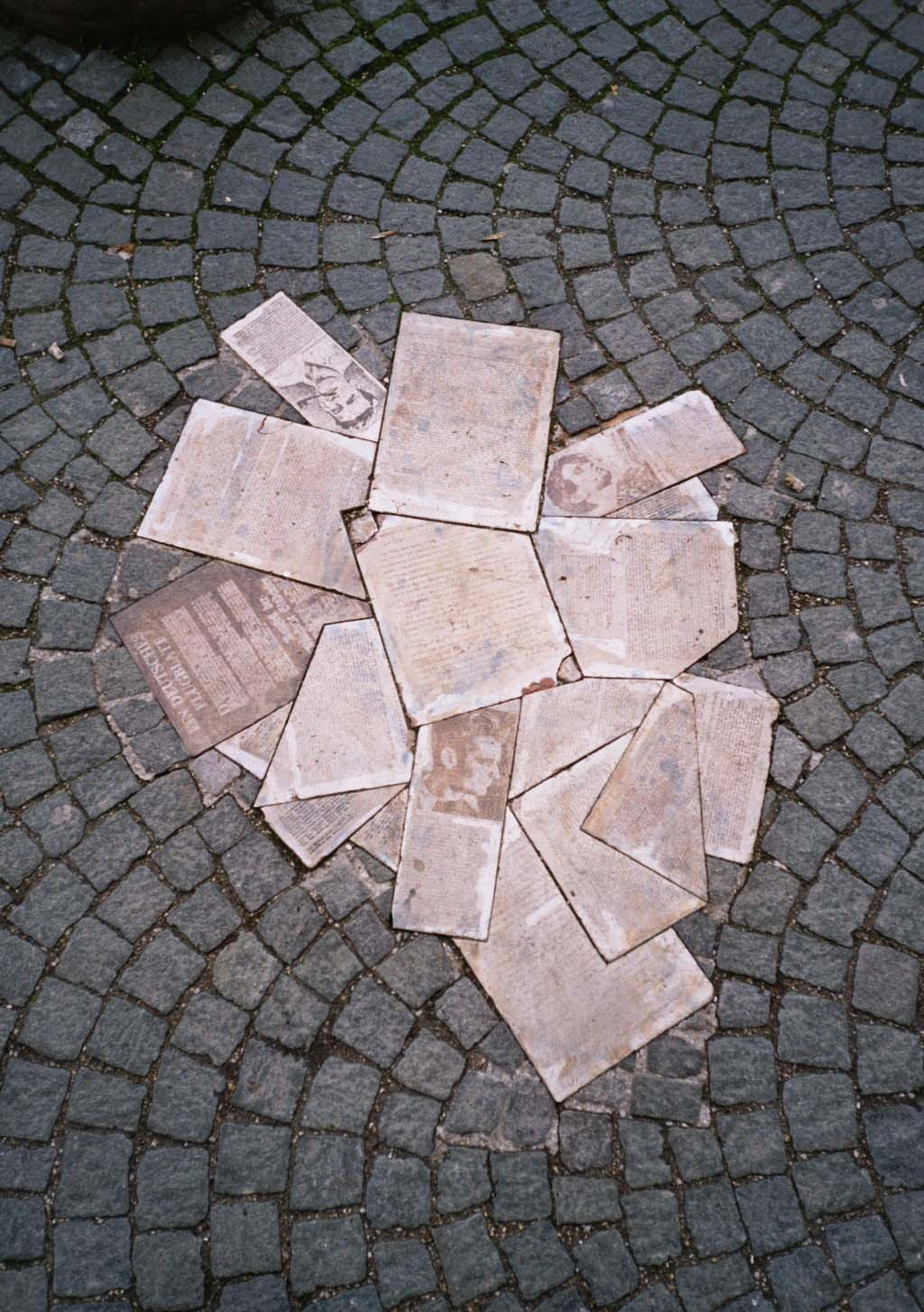
Mahnmal für die Weiße Rose vor dem Hauptgebäude der LMU, es stellt die verteilten Flugblätter dar

Schmid arbeitete seit 1926 als Pedell an der Universität. Seit dem 1. November 1933 war er SA-Mitglied und seit dem 1. Mai 1937 Mitglied der NSDAP.
Am 18. Februar 1943 um ca. 11:15 Uhr bemerkte er, dass die Geschwister Scholl im Lichthof der Universität Flugblätter auslegten, und stellte sie, als sie gerade dabei waren, das Gebäude wieder zu verlassen. Schmid übergab beide dem Kanzleisekretär Albert Scheithammer. Da der Rektor der Universität, Walther Wüst, zunächst nicht anwesend war, brachten Schmid und Scheithammer die Geschwister zum Syndikus der Universität, Ernst Haeffner, der sie schließlich der Geheimen Staatspolizei (Gestapo) übergab.
In der Folge der Verhaftung der Geschwister Scholl wurden diese sowie andere Mitglieder der Weißen Rose in Schauprozessen durch den Volksgerichtshof zum Tode verurteilt und drei von ihnen – Christoph Probst, Sophie Scholl und Hans Scholl – noch am Tag der Urteilsverkündung, dem 22. Februar 1943, im Gefängnis Stadelheim durch das Fallbeil hingerichtet.
Für die Festnahme erhielt Schmid eine Belohnung von 3.000 Reichsmark und wurde vom Arbeiter zum Angestellten befördert. Bei einer von der Universität München ausgerichteten Dankesfeier zur erfolgreichen Zerschlagung des studentischen Widerstandes bejubelten hunderte Studenten Jakob Schmid, was dieser stehend mit dem ausgestreckten Arm des Hitlergrußes entgegennahm.

## Nachkriegszeit
Drei Tage nach Ende des Zweiten Weltkriegs wurde Schmid am 11. Mai 1945 von den US-Amerikanern verhaftet. In einem Verfahren stufte ihn die 10. Münchener Spruchkammer unter dem Vorsitz von Richter Karl Mayer 1946 als „Hauptbelasteten“ ein und verurteilte ihn zu fünf Jahren Arbeitslager. Darüber hinaus verlor er seinen Anspruch auf öffentliche Bezüge sowie das Recht, ein öffentliches Amt auszuüben. Gegen dieses Urteil legte er zweimal erfolglos Berufung ein mit der Begründung, lediglich seine „Pflicht getan“ zu haben. Der Inhalt der Flugblätter habe ihn nicht interessiert, aber das Verteilen von Flugblättern in der Universität sei verboten gewesen. Er wurde vorzeitig aus der Haft entlassen und sein Rentenanspruch wurde 1951 wiederhergestellt.

## Filme
- Der Pedell, 1971, Regie: Eberhard Itzenplitz; mit Heinz Schacht als Jakob Schmid.
- Die weiße Rose, 1982, Regie: Michael Verhoeven; mit Axel Scholtz als Jakob Schmid.
- Sophie Scholl – Die letzten Tage, 2005, Regie: Marc Rothemund; mit Wolfgang Pregler als Jakob Schmid.